# ابرهارت کینتسل
ابرهارد کینتسل (به آلمانی: Eberhard Kinzel) (۱۸ اکتبر ۱۸۹۷ – ۲۵ ژوئن ۱۹۴۵) نظامی و ژنرال آلمانی بود که فرماندهی یگان‌های مختلفی را در طول جنگ جهانی دوم بر عهده داشت.
ترفیع درجات:
- ۳۰ ژوئیه ۱۹۱۵: ستوان دوم
- تابستان ۱۹۲۵: ستوان یکم
- ۱ فوریه ۱۹۳۲: سروان
- ژانویه ۱۹۳۶: سرگرد
- ۱ فوریه ۱۹۳۹: سرهنگ دوم
- ۱ فوریه ۱۹۴۱: سرهنگ
- ۱ ژانویه ۱۹۴۳: سرتیپ
- ۱ سپتامبر ۱۹۴۳: سرلشکر
- ۲۰ آوریل ۱۹۴۵: سپهبد (ژنرال پیاده‌نظام)